# NGC 234
NGC 234 (ook wel PGC 2600, UGC 463, MCG 2-2-28, ZWG 434.32, ZWG 435.1 of IRAS00409+1404) is een balkspiraalstelsel in het sterrenbeeld Vissen. NGC 234 staat op ongeveer 181 miljoen lichtjaar van de Aarde.
NGC 234 werd op 14 oktober 1784 ontdekt door de Duits-Britse astronoom William Herschel.